# Lalá, Lelé e Lili
Lalá, Lelé e Lili (em inglês, April, May and June) são sobrinhas da Margarida e foram criadas por Carl Barks.
Apareceram pela primeira vez na história "Cara ou coroa", de 1953, publicada pela primeira vez no Brasil em 1956 na revista "O Pato Donald" 264.

## Descrição
Lalá, Lelé e Lili (o sobrenome é desconhecido) são as sobrinhas trigêmeas da Margarida. De acordo com sua história de estréia, eles moram em Patópolis com seus pais, embora não apareçam nos quadrinhos. Sua mãe é irmã de Margarida. Quando aparecem em reuniões de família, seus pais nunca estão presentes e geralmente acompanham Margarida.
Em algumas histórias, em sua maioria holandesas, eles vivem junto com sua tia, mas em outros quadrinhos, como os quadrinhos de Barks, eles só estão visitando Margarida. As trigêmeas atuam como contrapartes femininas dos sobrinhos do Pato Donald (Huguinho, Zezinho e Luisinho) como rivais ocasionais, amigos ocasionais e até mesmo namoradas ocasionais. Eles são membros da organização Escoteiras Mirins, que servem como contrapartes femininas dos Escoteiros Mirins. De maneira incomum para crianças de sua idade, as garotas costumam usar sapatos de salto alto.
Como os sobrinhos, elas costumam usar as cores vermelho, azul e verde, mas, ao contrário deles, um padrão de cores nunca foi estabelecida. As meninas também costumam usar amarelo, roxo e laranja. No entanto, pode-se considerar "azul" para ser a cor de Lalá, já que essa era a cor que ela usava quando aparecia sozinha em "Dell Giant" # 35. Também é desconhecido que sobrinho é emparelhado com a sobrinha quando eles namoram com seu tio Donald e tia Margarida.
Em 1998, os editores da revista semanal holandesa Donald Duck decidiram que as três meninas deveriam ser modernizadas, e conseguiram permissão da Disney para fazê-lo. A quadrinista holandesa Mau Heymans desenhou um novo penteado e um novo guarda-roupa para Lalá, Lelé e Lili. Eles agora não parecem as mesmas em todas as histórias holandesas e não têm mais as ocupações “femininas” que tinham quando Barks os criou. Em algumas histórias dinamarquesas, o novo penteado foi copiado.
Lalá, Lelé e Lili voltaram aos quadrinhos americanos em Comics and Stories # 698 de Walt Disney. A história os fez recontar "Chapeuzinho Vermelho" com as meninas como Chapeuzinho Vermelho e os Irmãos Metralha como o lobo.
geralmente

## Nomes em outros idiomas
- Inglês: April, May, June
- Alemão: Dicky, Dacky, Ducky
- Búlgaro: Април
- Croata: Lata, Zlata, Nata
- Dinamarquês: Kylle, Pylle, Rylle
- Espanhol: Abril, Mayo, Junio; Blanca, Rosa, Celeste
- Finlandês: Leenu, Liinu, Tiinu
- Francês: Lili, Lulu, Zizi
- Grego: Έηπριλ, Μαίυ, Τζουν
- Holandês: Lizzy, Juultje, Babetje
- Islandês: Drífa, Fönn, Mjóll
- Italiano: Emy, Ely, Evy
- Norueguês: Hetti, Letti, Netti
- Polonês: Kizia, Mizia, Fizia
- Sueco: Kicki, Pippi, Titti
- Tcheco: Mirka, Šárka, Klárka

## Outras mídias
Lalá, Lelé e Lili não haviam aparecido em animação até que receberam uma participação especial no episódio "Ladies' Night" de House of Mouse. Mais tarde, eles apareceriam como membros regulares do elenco na série de animação de 2018 Legend of the Three Caballeros (todas interpretadas por by Jessica DiCicco), lançada para o aplicativo de vídeo sob demanda Disneylife, a série está disponível apenas nas Filipinas. Na série, o trio ajudam Donald, Zé Carioca, Panchito e Xandra (deusa grega da aventura, na animação) em suas missões, mas a distância, através de um espelho mágico.
Devido a personagem Webby Vanderquack (Patrícia Vanderpato no Brasil) em DuckTales semelhante a  Lalá, Lelé e Lili, os tradutores holandeses nomearam Webby "Lizzy", que é usado para Lalá em holandês, enquanto Lelé e Lili são chamados Juultje e Babetje na Holanda, respectivamente. No reboot de 2017 da série DuckTales, a personagem passou a ser chamada de Webby na dublagem holandesa, no entanto, a conexão com Lalá foi refereciada no último episódio intitulado "The Last Adventure!", Em que o nome real dessa versão de Webby Vanderquack (com voz fornecida por Kate Micucci) é revelado como sendo April McDuck, enquanto as versões da série de Lelé e Lili (com as vozes de Riki Lindhome e Noël Wells respectivamente) são clones de Webby, que por sua vez é um clone do Tio Patinhas.